# Copa América Centenario
Cupa America Centenario (în română: Cupa Americii Centenară) este un turneu special organizat în 2016 pentru a sărbători 100 de ani de la înființare, în Statele Unite Ale Americii. Este prima dată când Cupa Americii este găzduită în afara Americii de Sud.
Aceasta este cea de-a 45-a ediție a Copa América de la începutul său din 1916. Acesta este organizat ca parte a unui acord între CONMEBOL și CONCACAF, ca o ediție specială care de obicei se organizează o data la 4 ani și dispune de 16 echipe (de obicei de 12) ,zece echipe din CONMEBOL și șase echipe din CONCACAF. Câștigătorul acestui turneu nu va putea participa la 2017 Cupa Confederațiilor FIFA, deoarece, Chile este deja calificată prin câștigarea Cupa America 2015.

## Planificarea
În februarie 2012, Alfredo Hawit , președintele interimar al CONCACAF, a anunțat că concurența ar fi de așteptat să aibă loc în 2016, ca o celebrare a CONMEBOL a modelului centenar.
Turneul a fost anunțat de către CONMEBOL pe 24 octombrie 2012 și confirmat de către CONCACAF pe 1 mai 2014.
Pe 26 septembrie 2014, FIFA a anunțat că turneul a fost adăugat în Calendarul Meciurilor Internationale FIFA, ceea ce înseamnă că cluburile au trebuit să elibereze jucătorii chemații la echipă.
Turneul este programat pentru luna iunie 2016, împreună cu UEFA Euro 2016.

## Trofeul
Un nou trofeu a fost creat pentru turneu și a fost deja lansat pe 4 iulie 2015 în finala Copa América 2015. Nici un trofeu nu a fost prezentat în mijlocul scandalului de corupție FIFA.Cu toate acestea, CONMEBOL a anunțat că pe 28 aprilie 2016, prezentarea trofeului va avea loc în Bogotá, Columbia.

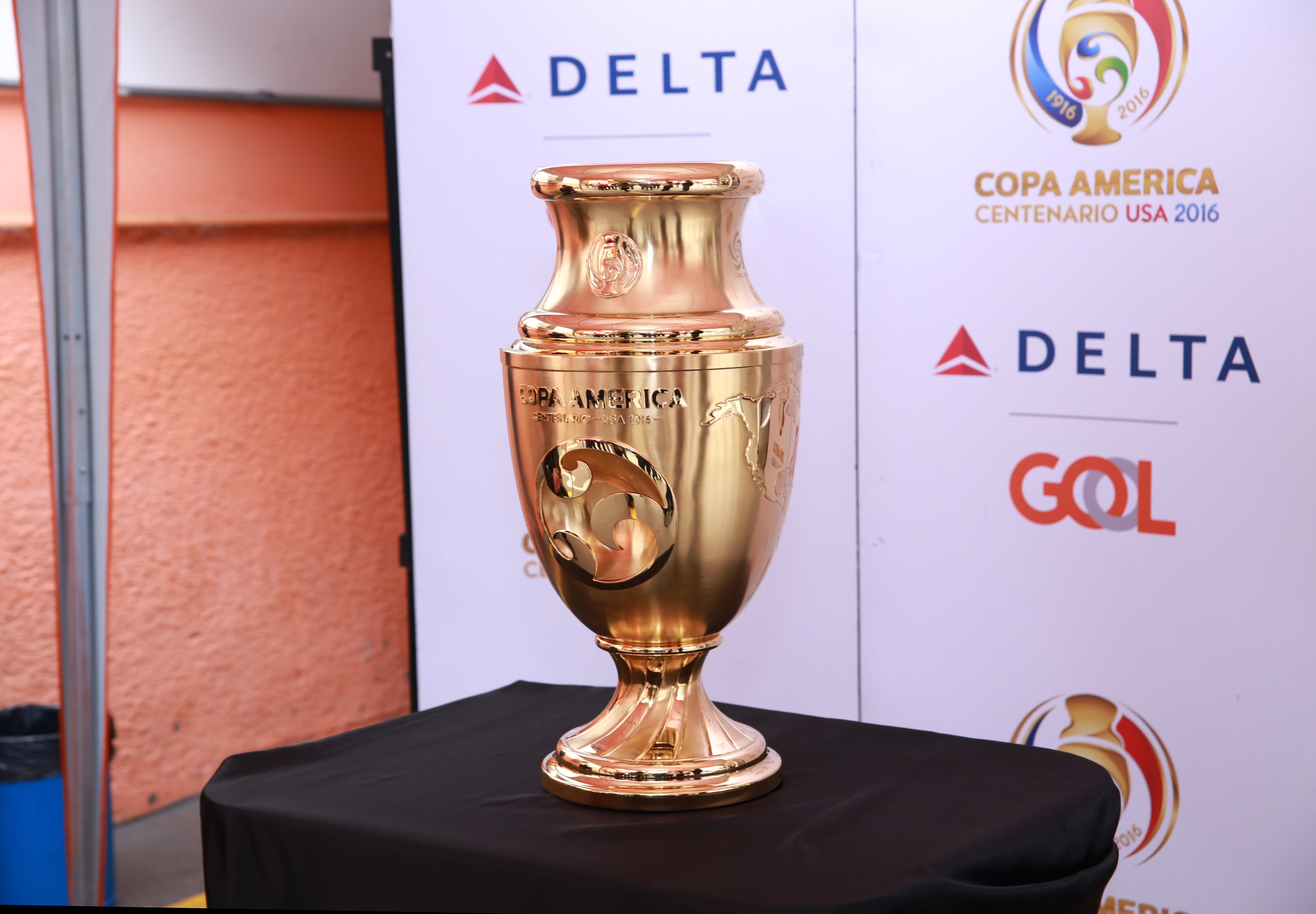
Trofeul

## Gazdă
Luis Chiriboga, președintele Federației de Fotbal Ecuadoriene a declarat ca Statele Unite ale Americii și Mexic au fost gazde potențiale de cel puțin o etapă de concurs.
Hawit a preferat ca, competiția sa fie găzduita în Statele Unite ale Americii, din motive financiare, precizând că "piața este în Statele Unite ale Americii, stadioanele sunt în Statele Unite ale Americii, oamenii sunt în Statele Unite ale Americii. 
Pe 1 mai 2014, a fost anunțat că turneul va avea loc în Statele Unite ale Americii intre 4-27 iunie 2016.

## Stadioane
Pe 8 ianuarie 2015, CONCACAF și CONMEBOL au anunțat cele 24 de stadioane din SUA care și-au arătat interesul în găzduirea de meciuri.
Stadioanele au fost alese în urma unui proces de licitație, cu capacitate minimă de 50.000. Lista finală de locuri  a fost anunțată în luna mai 2015.
Pe 19 noiembrie 2015, zece locuri au fost selectate pentru turneu și anunțate de către CONCACAF, CONMEBOL, și Federația de Fotbal a SUA.
| Seattle, Washington                              | Chicago, Illinois                | Foxborough, Massachusetts (Boston area) | East Rutherford, New Jersey (New York City area) |
| ------------------------------------------------ | -------------------------------- | --------------------------------------- | ------------------------------------------------ |
| CenturyLink Field                                | Soldier Field                    | Gillette Stadium                        | MetLife Stadium                                  |
| Capacity: 67,000                                 | Capacity: 63,500                 | Capacity: 68,756                        | Capacity: 82,566                                 |
|                                                  |                                  |                                         |                                                  |
| Santa Clara, California (San Francisco Bay area) |                                  |                                         | Philadelphia, Pennsylvania                       |
| Levi's Stadium                                   | Lincoln Financial Field          |                                         |                                                  |
| Capacity: 68,500                                 | Capacity: 69,176                 |                                         |                                                  |
|                                                  |                                  |                                         |                                                  |
| Pasadena, California (Los Angeles area)          | Glendale, Arizona (Phoenix area) | Houston, Texas                          | Orlando, Florida                                 |
| Rose Bowl                                        | University of Phoenix Stadium    | NRG Stadium                             | Camping World Stadium                            |
| Capacity: 92,542                                 | Capacity: 63,400                 | Capacity: 71,795                        | Capacity: 60,219                                 |
|                                                  |                                  |                                         |                                                  |

## Echipele participante
De la anunțul oficial al turneului, CONMEBOL și CONCACAF au confirmat că toate cele zece echipe din CONMEBOL și membri vor fi însoțiți de șase echipe din CONCACAF. Statele unite ale Americii și Mexic sunt calificate automat. Celelalte patru locuri vor fi ocupate de Costa Rica (câștigătorii 2014 Cupa Centroamericana) ; Jamaica (2014 Cupa Caraibelor), Haiti și Panama, cele două câștigătore din play-off .
| CONMEBOL (10 echipe) | CONCACAF (6 echipe) |
| --- | --- |
| - Argentina - Bolivia - Brazil - Chile (Copa América, câștigătoare ediție precedentă) - Columbia - Ecuador - Paraguay - Peru - Uruguay - Venezuela | - United States (Gazdă și calificată automat) - Mexico (Calificată automată) - Costa Rica (Câștigător în 2014 Cupa Centroamericana) - Jamaica (Câștigător în 2014 Cupa Caraibelor) - Haiti (Câștigător Cupa Americană Centenară calificare play-off) - Panama (Câștigător Cupa Americană Centenară calificare play-off) |

## Tragerea la sorți
Grupul semințe și programul de meci au fost anunțate pe data de 17 decembrie 2015. În statele UNITE ale Americii (Grupa a) au fost însămânțate în calitate de gazdă, Argentina (Grupa D) au fost însămânțate ca cea mai mare FIFA-echipa de pe locul în CONMEBOL regiune în decembrie 2015. Potrivit Fotbal de Marketing Unite, Brazilia (Grupa B) și Mexic (Grupa C) au fost însămânțate cum au fost "cel mai decorat națiunilor în ultimii 100 de ani în competițiile internaționale respective confederațiilor". cu toate Acestea, au existat critici pentru că nu inclusiv Uruguay, care a câștigat două Cupe Mondiale și este Copa América lider all-time cu 15 campionate, sau Chile, care este apărarea Copa América câștigător.
| Urna 1           | Urna 2       | Urna 3          | Urna 4         |
| ---------------- | ------------ | --------------- | -------------- |
| Argentina (1)    | Chile (5)    | Costa Rica (37) | Paraguay (46)  |
| Brazilia (6)     | Columbia (8) | Jamaica (54)    | Peru (47)      |
| Mexic (22)       | Uruguay (11) | Panama (64)     | Bolivia (68)   |
| SUA (32) (Gazdă) | Ecuador (13) | Haiti (77)      | Venezuela (83) |

## Echipa
Fiecare echipă trebuie să depună o listă cu echipa finală care cuprinde  23 jucători (dintre care trei trebuie să fie portari) . 

## Ceremonia de deschidere
Ceremonia de deschidere a Copa América Centenario a avut loc la Stadionul Levi în Santa Clara 21:00 EDT ( UTC + 4 ) pe 03 iunie 2016 înainte de meciul de deschidere și a reprezentat spectacole muzicale de către columbianul Justin Balvin , americanul Jason Derulo și trupa canadiana Magic! 

## Faza grupelor
Clasamentul fiecărei echipe din fiecare grupă va fi determinată după cum urmează: 
- Cel mai mare număr de puncte obținute în toate meciurile de grup

- diferența de goluri în toate meciurile grupei

- Cel mai mare număr de goluri marcate în toate meciurile de grup

- În cazul în care două sau mai multe echipe sunt egale, pe baza celor de mai sus trei criterii, locul lor în clasament va fi determinată după cum urmează:

- Cel mai mare număr de puncte obținute în meciurile grupei între echipele în cauză

- diferența de goluri care rezultă din grupul care se potrivește între echipele în cauză

- Numărul mai mare de goluri marcate în toate meciurile grupei între echipele în cauză

- Tragerea la sorți

| Loc | Echipă      | M | V | E | Î | GM | GP | P | Calificare sau eliminare        |
| --- | ----------- | - | - | - | - | -- | -- | - | ------------------------------- |
| 1   | SUA (G)     | 3 | 2 | 0 | 1 | 5  | 2  | 6 | Calificare în faza eliminatorie |
| 2   | Columbia(A) | 3 | 2 | 0 | 1 | 6  | 4  | 6 | Calificare în faza eliminatorie |
| 3   | Costa Rica  | 3 | 1 | 1 | 1 | 3  | 6  | 4 | Eliminare din turneu            |
| 4   | Paraguay    | 3 | 0 | 1 | 2 | 1  | 3  | 1 | Eliminare din turneu            |

#### Meciuri
| Etapa | Data          | Ora   | Echipa 1   | Scor | Echipa 2   |
| ----- | ------------- | ----- | ---------- | ---- | ---------- |
| 1     | 4 iunie 2016  | 04:30 | SUA        | 0-2  | Columbia   |
| 1     | 5 iunie 2016  | 00:00 | Costa Rica | 0-0  | Paraguay   |
| 2     | 8 iunie 2016  | 03:00 | SUA        | 4-0  | Costa Rica |
| 2     | 8 iunie 2016  | 05:30 | Columbia   | 2-1  | Paraguay   |
| 3     | 12 iunie 2016 | 02:00 | SUA        | 1-0  | Paraguay   |
| 3     | 12 iunie 2016 | 04:00 | Columbia   | 2-3  | Costa Rica |

##### Grupa B
| Loc | Echipă   | M | V | E | Î | GM | GP | P | Calificare sau eliminare         |
| --- | -------- | - | - | - | - | -- | -- | - | -------------------------------- |
| 1   | Peru     | 3 | 2 | 1 | 0 | 4  | 2  | 7 | Calificare în runda eliminatorie |
| 2   | Ecuador  | 3 | 1 | 2 | 0 | 6  | 2  | 5 | Calificare în runda eliminatorie |
| 3   | Brazilia | 3 | 1 | 1 | 1 | 7  | 2  | 4 | Eliminare din turneu             |
| 4   | Haiti    | 3 | 0 | 0 | 3 | 1  | 12 | 0 | Eliminare din turneu             |

Meciuri
| Etapa | Data          | Ora   | Echipa 1 | Scor | Echipa 2 |
| ----- | ------------- | ----- | -------- | ---- | -------- |
| 1     | 5 iunie 2016  | 02:30 | Haiti    | 0-1  | Peru     |
| 1     | 5 iunie 2016  | 05:00 | Brazilia | 0-0  | Ecuador  |
| 2     | 9 iunie 2016  | 02:30 | Brazilia | 7-1  | Haiti    |
| 2     | 9 iunie 2016  | 05:00 | Ecuador  | 2-2  | Peru     |
| 3     | 13 iunie 2016 | 01:30 | Ecuador  | 4-0  | Haiti    |
| 3     | 13 iunie 2016 | 03:30 | Brazilia | 0-1  | Peru     |

##### Grupa C
| Loc | Echipă    | M | V | E | Î | GM | GP | P | Calificare sau eliminare         |
| --- | --------- | - | - | - | - | -- | -- | - | -------------------------------- |
| 1   | Mexic     | 3 | 2 | 1 | 0 | 6  | 2  | 7 | Calificare în runda eliminatorie |
| 2   | Venezuela | 3 | 2 | 1 | 0 | 3  | 2  | 7 | Calificare în runda eliminatorie |
| 3   | Uruguay   | 3 | 1 | 0 | 2 | 4  | 4  | 3 | Eliminare din turneu             |
| 4   | Jamaica   | 3 | 0 | 0 | 3 | 0  | 6  | 0 | Eliminare din turneu             |

#### Meciuri
| Etapa | Data          | Ora   | Echipa 1 | Scor | Echipa 2  |
| ----- | ------------- | ----- | -------- | ---- | --------- |
| 1     | 6 iunie 2016  | 00:00 | Jamaica  | 0-1  | Venezuela |
| 1     | 6 iunie 2016  | 03:00 | Mexic    | 3-1  | Uruguay   |
| 2     | 10 iunie 2016 | 02:30 | Uruguay  | 0-1  | Venezuela |
| 2     | 10 iunie 2016 | 05:00 | Mexic    | 2-0  | Jamaica   |
| 3     | 14 iunie 2016 | 03:00 | Mexic    | 1-1  | Venezuela |
| 3     | 14 iunie 2016 | 05:00 | Uruguay  | 3-0  | Jamaica   |

##### Grupa D
| Loc | Echipă    | M | V | E | Î | GM | GP | P | Calificare sau eliminare         |
| --- | --------- | - | - | - | - | -- | -- | - | -------------------------------- |
| 1   | Argentina | 3 | 3 | 0 | 0 | 10 | 1  | 9 | Calificare în runda eliminatorie |
| 2   | Chile     | 3 | 2 | 0 | 1 | 7  | 5  | 6 | Calificare în runda eliminatorie |
| 3   | Panama    | 3 | 1 | 0 | 2 | 4  | 10 | 3 | Eliminare din turneu             |
| 4   | Bolivia   | 3 | 0 | 0 | 3 | 2  | 7  | 0 | Eliminare din turneu             |

#### Meciuri
| Etapa | Data          | Ora   | Echipa 1  | Scor | Echipa 2 |
| ----- | ------------- | ----- | --------- | ---- | -------- |
| 1     | 7 iunie 2016  | 02:00 | Panama    | 2-1  | Bolivia  |
| 1     | 7 iunie 2016  | 05:00 | Argentina | 2-1  | Chile    |
| 2     | 11 iunie 2016 | 02:00 | Chile     | 2-1  | Bolivia  |
| 2     | 11 iunie 2016 | 04:30 | Argentina | 5-0  | Panama   |
| 3     | 15 iunie 2016 | 03:00 | Chile     | 4-2  | Panama   |
| 3     | 15 iunie 2016 | 05:00 | Argentina | 3-0  | Bolivia  |

## Etapa eliminatorie

#### Sferturi de finală
| Data          | Ora   | Echipa 1  | Scor | Echipa 2  |
| ------------- | ----- | --------- | ---- | --------- |
| 17 iunie 2016 | 04:30 | SUA       | 2-1  | Ecuador   |
| 18 iunie 2016 | 03:00 | Peru      | 0-1  | Columbia  |
| 19 iunie 2016 | 02:00 | Argentina | 4-1  | Venezuela |
| 19 iunie 2016 | 05:00 | Mexic     | 0-7  | Chile     |

### Semifinale
| Data          | Ora   | Echipa 1 | Scor | Echipa 2  |
| ------------- | ----- | -------- | ---- | --------- |
| 22 iunie 2016 | 04:00 | SUA      | 0-4  | Argentina |
| 23 iunie 2016 | 03:00 | Columbia | 0-2  | Chile     |

## Finala mică
| Data          | Ora   | Echipa 1 | Scor | Echipa 2 |
| ------------- | ----- | -------- | ---- | -------- |
| 26 iunie 2016 | 03:00 | SUA      | 0-1  | Columbia |

## Finala mare
| Data          | Ora   | Echipa 1  | Scor                 | Echipa 2 | Spectatori |
| ------------- | ----- | --------- | -------------------- | -------- | ---------- |
| 27 iunie 2016 | 03:00 | Argentina | 0-0 (2-4 la penalty) | Chile    | 82,026     |

| Campionii Copa América 2016 |
| --------------------------- |
| · Chile · Al doilea titlu   |

## Golgheteri
6 goluri
- Eduardo Vargas

5 goluri
- Lionel Messi

4 goluri
- Gonzalo Higuain

## Echipa turneului

### Portar
- Claudio Bravo

### Fundași
- Mauricio Isla
- Nicolás Otamendi
- Gary Medel
- Jean Beausejour

### Mijlocași
- Javier Mascherano
- Arturo Vidal
- Charles Aránguiz

### Atacanți
- Lionel Messi
- Eduardo Vargas
- Alexis Sánchez

## Premii

#### Premii inviduale:
- Balonul de Aur:  Alexis Sánchez (3 goluri)
- Gheata de Aur:   Eduardo Vargas (6 goluri)
- Mănușa de Aur:  Claudio Bravo
- Premiul Fair-play:  Argentina